# Orehovo, Smolean
Orehovo (în bulgară Орехово) este un sat în comuna Cepelare, regiunea Smolean,  Bulgaria. 

## Demografie
Componența etnică a satului Orehovo
     Bulgari (100%)
     Nicio identificare (0%)
     Altele (0%)
La recensământul din 2011, populația satului Orehovo era de 188 locuitori. Din punct de vedere etnic, toți locuitorii erau bulgari.